# Khairul Hafiz Jantan
Khairul Hafiz bin Jantan (né le 22 juillet 1998 à Merlimau) est un athlète malaisien, spécialiste du sprint.
En 2016, il porte à Kuching le record national du 100 m à 10 s 18. Vainqueur des séries et des demi-finales, il est disqualifié pour faux-départ en finale du 100 m lors des Championnats d'Asie 2017 à Bhubaneswar.
Le 25 juillet 2018, il court en 10 s 28 (+1.0) à Besigheim (GER).

## Palmarès
| Date | Compétition         | Lieu        | Résultat          | Épreuve | Temps   |
| ---- | ------------------- | ----------- | ----------------- | ------- | ------- |
| 2017 | Championnats d'Asie | Bhubaneswar | DQ                | 100 m   | -       |
| 2018 | Jeux asiatiques     | Jakarta     | 6e en demi-finale | 100 m   | 10 s 45 |